# Налоговая система Эстонии
Налоговая система Эстонии состоит из государственных и местных налогов. Относительно высокая доля государственных доходов обеспечивается налогами на потребление, а налог на рост капитала является одним из самых низких в Евросоюзе.

## Управление налогами
Управление налогами в Эстонии осуществляется Эстонским советом по налогам и таможенным пошлинам. Значительная часть налоговых деклараций предоставляется через Интернет (в 2012 году 94,2% всех налоговых деклараций были представлены в Интернете, причём проценты по НДС и таможенным декларациям гораздо выше).

## Налоги по типам

### Земельный налог
Земельный налог — это государственный налог, который взимается в Эстонии специально для финансирования местных муниципалитетов (является ключевым источником). Ставка устанавливается местными советами в пределах от 0,1% до 2,5%. Земельный налог взимается только со стоимости земли без учёта каких-либо улучшений. Очень немногие изъятия учитываются в земельный налог, даже государственные учреждения облагаются этим налогом. От налогов освобождена только земля, принадлежащая церкви (но не другим религиозным учреждениям). Благодаря этому налогу выросла доля частных землевладельцев в Эстонии до 90% (против 67,4% в США).

### Подоходный налог
Подоходный налог с физических лиц в Эстонии является де-юре пропорциональным, де-факто прогрессивным. Ставка на 2025 год составляла 22%. Предоставляется базовое освобождение от налогов, которое возрастает в случае воспитания несовершеннолетнего ребёнка, при получении пенсии, компенсаций за несчастный случай на работе или в связи с профессиональным заболеванием. Дополнительно вычитаются ряд расходов: проценты по жилищным кредитам, расходы на обучение, подарки, пожертвования,  добровольные и обязательные накопительные пенсионные взносы, страхование по безработице, обязательные взносы социального страхования в иностранном государстве. Сумма вычитаемых процентов по жилищному кредиту, расходам на обучение, подаркам и пожертвованиям ограничена. В 2011 году лимит составлял 3196 евро (но не более 50% дохода налогоплательщика в течение того же периода).
Налог на рост капитала не взимается, а доходы от передачи ценных бумаг или финансовых активов облагаются стандартным подоходным налогом. С 2011 года внедрена новая система, которая позволяет физическим лицам откладывать налоговое обязательство, созданное на основе доходов от финансовых активов, до момента использования дохода благодаря инвестиционному счёту. Инвестиционный счёт — обычный денежный счёт с обязательством регистрации всех денежных переводов. Для достижения цели при помощи инвестиционного счёта доход, который получен от финансовых активов, должен быть немедленно зачислен на инвестиционный счёт. Налогооблагаемая сумма появится, если выплаты, произведённые со всех инвестиционных счетов, превысят остаток по вкладам на всех инвестиционных счетах.

### Социальные налоги и обязательные страховые взносы
Зарплата, выплачиваемая работникам, облагается социальным налогом, а также связывается со страховыми взносами по безработице и выплатой накопительной пенсии. Ставка социального налога составляет 33% и применяется к дополнительным пособиям, предоставляемым работодателем. Страховые взносы по безработице уплачиваются работодателем и работником: 2,8% удерживается из валового оклада, 1,4% вычитается работодателями из ежемесячной валовой зарплаты. В 2012 году размер накопительной части пенсии составил 2% от валового оклада работника, удерживался работодателем.

### Налог на прибыль юридических лиц
В 2015 году налоговая ставка составляла 20%, но система налогообложения корпоративных доходов в Эстонии уникальна тем, что может изменить момент корпоративного налогообложения с момента получения прибыли до момента распределения. Иначе говоря, получение прибыли не обязательно приводит к ответственности за подоходный налог, которая возникает только после распределения прибыли между совладельцами предприятия. Если она исходит из дивидендов, полученных от дочерней компании, либо же у корпорации есть постоянное представительство в другой стране, тогда распределение прибыли не облагается налогами. Налоги на дивиденды отсутствуют, но распределённая прибыль облагается налогом по соотношению 20/80% (25%).

### Налог на добавленную стоимость
Ставка НДС в Эстонии снизилась 1 июля 2009 года до 20% (снижение на 9%). Небольшое количество товаров и услуг не облагается налогом. Система НДС основана на директиве Совета ЕС 2006/112/EC, принципы не отличаются от аналогичных систем в других странах ЕС. По состоянию на 2012 год годовой порог для регистрации ответственного лица по НДС составляет 16 тысяч евро.

### Прочие налоги
Также в Эстонии взимаются следующие налоги: акцизы на электроэнергию, алкоголь, табачные изделия, топливо и упаковку; таможенные сборы; налоги на азартные игры и тяжёлые транспортные средства.